# Блас, Арнольд Йозеф
Арнольд Йо́зеф Блас (нидерл. Arnold Joseph Blaes; 1 декабря 1814, Брюссель — 11 января 1892, там же) — бельгийский кларнетист.
Отец Бласа, который был кларнетистом-любителем, умер, когда мальчику было десять лет. Воспитатель, взявший его под покровительство, не разделял его интереса к музыке и в тринадцать лет отдал на службу в министерство финансов. Через несколько лет один из родственников помог Арнольду купить кларнет, и вскоре он поступил в Брюссельскую консерваторию в класс Жоржа Кретьена Бакмана. Окончив консерваторию в 1834 году с первой премией, Блас отправился в Париж, где совершенствовался под руководством Фридриха Берра. По возвращении в Брюссель Блас после своих блестящих выступлений был удостоен места первого кларнетиста при королевском дворе.
В 1839 году Блас вновь выступает в Париже, где пользуется огромным успехом у публики и критиков; ему присуждается почётная медаль Общества концертов консерватории. Выразительность звучания и блестящая техника снискали ему успех во время гастролей в Нидерландах (1840), Великобритании (1841 и 1845), России (1842 и 1847), вновь в Париже (1846).
Накануне первых выступлений музыканта в Санкт-Петербурге газета «Северная пчела» писала:

г. Блас, знаменитый кларнетист, удостоившийся первой медали по решению Парижской консерватории, даст концерт. Он то же на кларнете, что Лист на фортепиано, а Паганини на скрипке.

После концертов в России в 1842 году ему был предложен пост руководителя духового оркестра Императорской гвардии. Блас принял это предложение и занимал этот пост в течение двух лет.
Блас ― один из крупнейших европейских кларнетистов XIX века. Среди сотрудничавших с ним музыкантов в разное время были Ференц Лист и Антон Рубинштейн. Репертуар Блеза включал как классические сочинения (например, Большой концертный дуэт Вебера), так и новые произведения бельгийских композиторов. Нередко Блез выступал вместе со своей женой, певицей Элизой Мерти (Блас).
В 1837—1871 гг. Блас преподавал в Брюссельской консерватории, в 1844 году получил звание профессора. Он также написал пособие по обучению игре на кларнете, известное в Бельгии, и автобиографию «Воспоминания из моей артистической жизни» (фр. Souvenirs de ma vie artistique).